# Poecilia vandepolli
 Poecilia vandepolli  és un peix de la família dels pecílids i de l'ordre dels ciprinodontiformes.

## Morfologia
Els mascles poden assolir els 4,6 cm de longitud total i les femelles els 6.

## Distribució geogràfica
Es troba a Curaçao.